# Liste der finnischen Botschafter in Jugoslawien
Liste der finnischen Botschafter in Jugoslawien bzw. Serbien.
| Ernennung Akkreditierung | Name                   | Bemerkungen                         | ernannt von           | Akkreditierungsurkunde übergeben an Staatsoberhaupt | Posten verlassen |
| ------------------------ | ---------------------- | ----------------------------------- | --------------------- | --------------------------------------------------- | ---------------- |
| 1934                     | Onni Talas             | Gesandter, Sitz Budapest            | Pehr Evind Svinhufvud | Peter II. (Jugoslawien)                             | 1940             |
| 1941                     | Eduard Palin           | Gesandter, Sitz Bukarest            | Risto Ryti            | Peter II. (Jugoslawien)                             | 1941             |
| 1948                     | Ville Niskanen         |                                     | Juho Kusti Paasikivi  | Ivan Ribar                                          | 1953             |
| 1953                     | Niilo Orasmaa          |                                     | Juho Kusti Paasikivi  | Josip Broz Tito                                     | 1956             |
| 1956                     | Otso Wartiovaara       | ab 1958 Botschafter                 | Urho Kekkonen         | Josip Broz Tito                                     | 1961             |
| 1961                     | Olavi Raustila         |                                     | Urho Kekkonen         | Josip Broz Tito                                     | 1965             |
| 1965                     | Taneli Kekkonen        |                                     | Urho Kekkonen         | Josip Broz Tito                                     | 1970             |
| 1970                     | Olli Bergman           |                                     | Urho Kekkonen         | Josip Broz Tito                                     | 1972             |
| 1972                     | Risto Hyvärinen        |                                     | Urho Kekkonen         | Josip Broz Tito                                     | 1975             |
| 1975                     | Eeva-Kristiina Forsman |                                     | Urho Kekkonen         | Josip Broz Tito                                     | 1980             |
| 1981                     | Matti Kahiluoto        |                                     | Urho Kekkonen         | Sergej Kraigher                                     | 1984             |
| 1984                     | Heikki Talvitie        |                                     | Mauno Koivisto        | Veselin Đuranović                                   | 1988             |
| 1988                     | Jorma Inki             |                                     | Mauno Koivisto        | Raif Dizdarević                                     | 1991             |
| 1991                     | Mauno Castrén          |                                     | Mauno Koivisto        |                                                     | 1992             |
| 1994                     | Ilpo Manninen          | Geschäftsträger ab 1996 Botschafter | Martti Ahtisaari      | Zoran Lilić                                         | 1996             |
| 1998                     | Hannu Mäntyvaara       |                                     | Martti Ahtisaari      | Slobodan Milošević                                  | 2002             |